# Hermannsburg School
De Hermannsburg School is een groep Aranda-landschapsschilders die waterverfschilderijen in westerse stijl vervaardigt van de outback rond het plaatsje Ntaria (Hermannsburg) in Centraal-Australië. De stijl ontstond in de jaren dertig van de twintigste eeuw. De grondlegger van de Hermannsburg School was Albert Namatjira.

## Geschiedenis

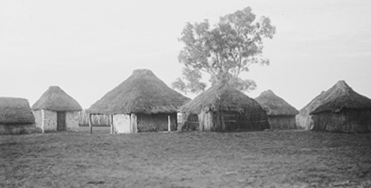
Aranda-nederzetting in Hermannsburg, 1923

In 1877 richtten Duitse Lutheranen een missiepost op nabij het huidige plaatsje Hermannsburg, circa 120 km ten zuidwesten van Alice Springs. In de loop van de tijd trokken veel Aranda naar de missie of vestigden zich in de directe omgeving.
Hermannsburg werd vanaf het begin van de twintigste eeuw regelmatig door toeristen bezocht. Friedrich Wilhelm Albrecht, die in 1926 de leiding van de missiepost overnam, stimuleerde de Aranda om hun creativiteit te uiten met het vervaardigen van kunstvoorwerpen die als souvenirs konden worden verkocht.

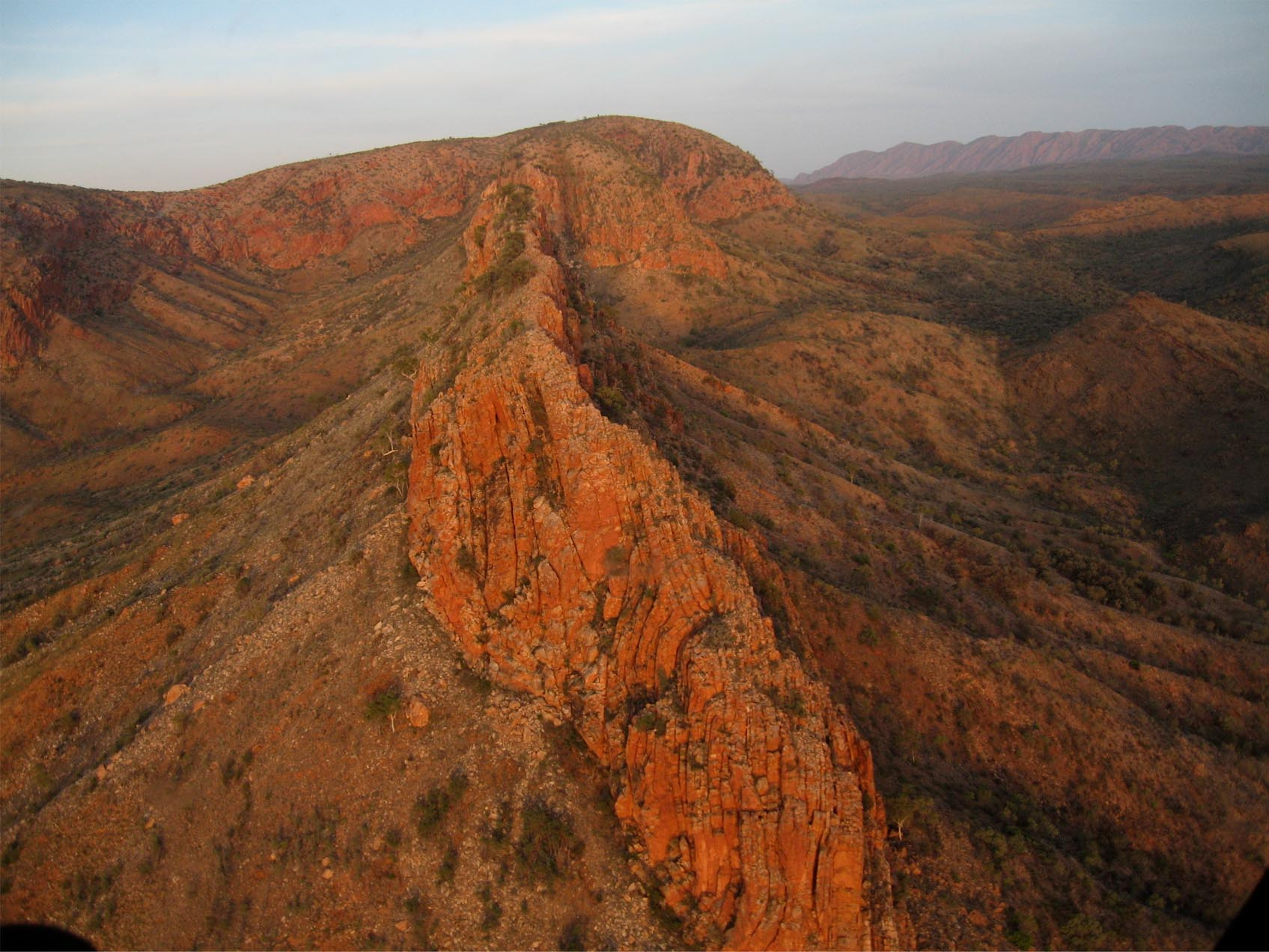
West McDonnell Ranges, Alice Springs

In 1934 organiseerde Albrecht een tentoonstelling met waterverfschilderijen van de Australische landschapsschilders Rex Battarbee en John Gardner. Beide schilders hadden gedurende een eerdere reis in 1932 en kort voor de tentoonstelling waterverfschilderijen van landschappen in het MacDonnell-gebergte gemaakt. Albert Namatjira raakte gefascineerd door de werken en begon zelf ook te schilderen.

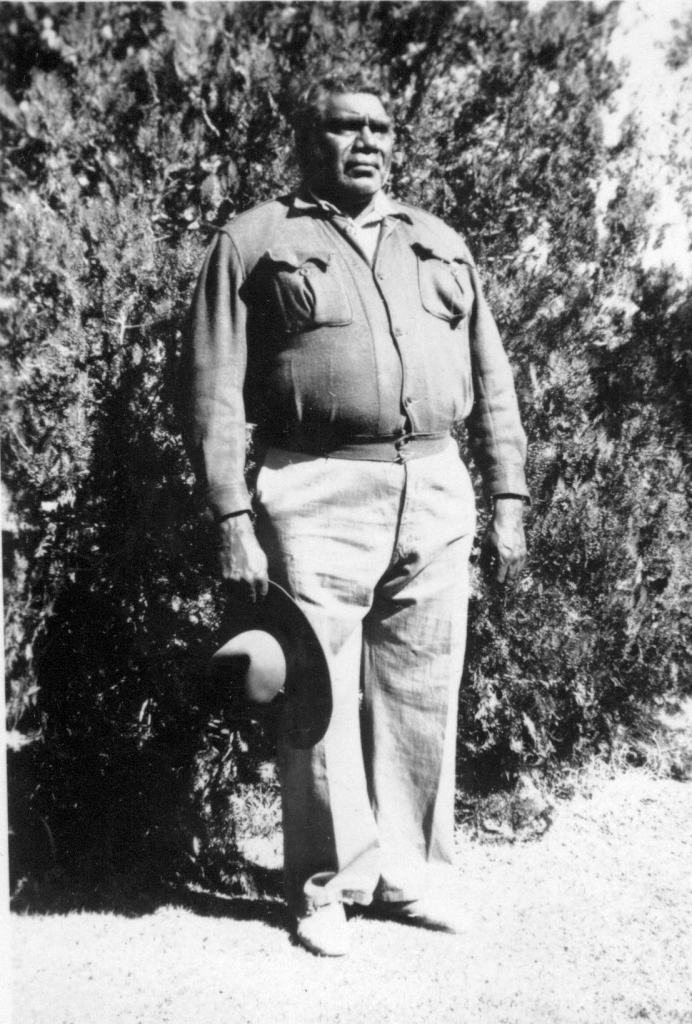
Albert Namatjira, Alice Springs (1949)

In 1936 keerde Battarbee terug naar Hermannsburg om nieuwe schilderijen in de omgeving te maken. Hij nam Albert Namatjira mee op twee reizen van elk een maand en leerde hem diverse schildertechnieken. Namatjira leerde Battarbee op zijn beurt alles over de omgeving en de motieven die zij schilderden. Na deze reizen ontwikkelde Namatjira zich zeer snel tot een bekwaam landschapsschilder.
Friedrich Wilhelm Albrecht herkende Namatjira’s talent en nam in 1937 tien schilderijen van hem mee naar een conferentie van de Lutherse Kerk. Hij verkocht er vier en kocht er zelf twee.
Vanaf 1938 werden er regelmatig werken van Albert Namatjira tentoongesteld in galerieën en in 1939 had hij zijn eerste solotentoonstelling. Zijn schilderijen raakten nu snel bekend en er volgden talloze tentoonstellingen in Melbourne, Adelaide, Sydney en elders in Australië. Zijn werken werden bij elke tentoonstelling vrijwel meteen allemaal verkocht.

## Een nieuwe stijl
Tot aan het begin van de twintigste eeuw werd de Australische outback algemeen als het domein van ontdekkers beschouwd. Het overheersende beeld was dat van een kleurloze, vijandige en lege omgeving. De landschapsschilderkunst van die tijd wordt gedomineerd door landschappen in de meer dichtbevolkte gebieden van het continent.
Pas vanaf het midden van de jaren twintig verlegden enkele landschapsschilders hun terrein naar het centrum van het continent, onder wie Jessie Traill, Hans Heysen, Rex Battarbee en John Gardner. Met name de werken van Rex Battarbee wekten met hun ‘intense, spectaculaire kleuren’ de interesse van kunstliefhebbers. Ze droegen ertoe bij dat het toerisme in de outback groeide.
Het werk van Albert Namatjira en andere leden van de eerste generatie van de Hermannsburg School werd door de uitgesproken westerse stijl als een brug tussen westerse kunst en traditionele Aboriginalkunst gezien en kon daarom op een grote populariteit rekenen. De kleurrijke, krachtige en makkelijk toegankelijke werken werden vrijwel meteen door een breder publiek omarmd. Kunstcritici zagen ze daarentegen als een teken van assimilatie en acculturatie en wezen ze daarom af. Hun kritiek vloeide voort uit het assimilatiebeleid dat de Australische regering grofweg tussen 1920 en 1970 volgde.
Door de strikte scheiding tussen traditionele Aboriginalkunst en de op westerse leest geschoeide werken van de Hermannsburg School werd nog een keer benadrukt dat Aboriginalkunst en cultuur vaak als iets stars worden gezien en alleen als authentiek worden beschouwd wanneer ze vrij van andere invloeden zijn. Hierdoor werden de werken van de Hermannsburg School binnen de kunstwereld lange tijd niet als kunst beschouwd. Dit gold overigens ook voor traditionele Aboriginalkunst. Pas aan het eind van de jaren vijftig kocht de Art Gallery of New South Wales als eerste staatsmuseum een traditioneel Aboriginalkunstwerk. Daarvoor waren traditionele kunstvoorwerpen alleen in volkenkundige en etnologische musea te zien.
Tegenwoordig wordt de stijl van de Hermannsburg School als duidelijk anders beschouwd dan die van schilders als Battarbee en Heysen. In de werken van Namatjira en andere schilders uit Hermannsburg komt hun innige verbondenheid met en de diepe kennis van het land veel sterker tot uitdrukking. Een buitenstaander richt zich hoofdzakelijk op landschappelijke hoogtepunten en legt daarom qua kleur en compositie een andere nadruk in zijn schilderijen dan iemand die een persoonlijke en collectieve geschiedenis met het land verbindt.

## Eerste generatie
De kunstenaars die tijdens zijn leven direct door Albert Namatjira zijn geïnspireerd en/of die door hem persoonlijk met de schilderkunst in aanraking kwamen, worden de eerste generatie genoemd. Hiertoe behoren o.a. zijn zoons Enos, Oscar, Ewald en Keith en zijn kleinzoon Gabriel, de broers Otto, Reuben en Edwin Pareroultja, Walter Ebatarinja, Henoch Raberaba, de broers Adolf en Gerhard Inkamala, Wenten Rubuntja en Clem Abbott.

## Huidige generatie
Na het overlijden van Albert Namatjira raakten zijn schilderijen en de Hermannsburg School op de achtergrond. Door een rondreizende tentoonstelling met de titel The heritage of Namatjira aan het begin van de jaren negentig is de aandacht voor kunst van de Hermannsburg School weer toegenomen.
Tot de nieuwe generatie kunstenaars behoren o.a. Douglas Abbott en zijn nicht Marie Abbott (zus van Clem Abbott), Mervyn Rubuntja (zoon van Wenten). Hubert Peroultja (zoon van Reuben) en Ivy Peroultja (dochter van Edwin), Lenie Namatjira (kleindochter van Albert), Peter Tjutjatja Taylor, de broers Hilary en Kevin Wirri en de zoon van Kevin, Elton Wirri.

## Europese collectie
De grootste collectie werken van de Hermannsburg School in Europa is in het bezit van het Grassi Museum in Leipzig. Tussen 31 augustus 2013 en 28 februari 2014 presenteerde het museum een deel van de collectie in de kabinettentoonstelling Aboriginal Art from Ntaria – Landschaftsbilder der Hermannsburger Malschule.

## Aardewerk uit Hermannsburg
Vooral Aranda-mannen maakten in de jaren zestig door de missionarissen voor het eerst kennis met de kunst van het pottenbakken. Later kwamen daar ook vrouwen bij. Allen waren zij sterk beïnvloed door de stijl van Albert Namatjira en andere leden van de Hermannsburg School.
In de jaren negentig beleefde het pottenbakken in Hermannsburg een renaissance. Tegenwoordig zijn het vooral Aranda-vrouwen die deze kunstvorm beoefenen. Het aardewerk is zeer herkenbaar door landschapsmotieven in de stijl van de Hermannsburg School. Maar het meest kenmerkende is dat ze een deksel hebben met daarop een figuur van een dier of een vogel uit de omgeving of een persoon uit of verbonden met de Aranda-gemeenschap.